# Ulica Bolesława Prusa w Katowicach
Ulica Bolesława Prusa w Katowicach – ulica w Katowicach, położona w południowej części miasta, w granicach dzielnicy Piotrowice-Ochojec. 
Droga o przebiegu zbliżonym do równoleżnikowego znajduje się w centralnej części Ochojca i przy niej koncentruje się zabudowa mieszkaniowa przeważnie z początków XX wieku, a także późniejsza. Na rogu ulic B. Prusa i Leśnej znajduje się kościół św. Jacka, a sama ulica B. Prusa stanowi także siedzibę dla przedsiębiorstw różnych branż.

## Przebieg
Ulica B. Prusa przebiega przez teren katowickiej dzielnicy Piotrowice-Ochojec na całej swojej długości.
Rozpoczyna ona swój bieg przy torach kolejowych linii kolejowej nr 142. Stamtąd droga biegnie w kierunku zbliżonym do wschodniego, mijając po południowej stronie osiedle mieszkaniowe. Dalej przekracza ona ulicę Z. Waltera-Jankego, a za nią, na skrzyżowaniu z bocznym odgałęzieniem do ulicy Olszynowej ulica B. Prusa zmienia swój kierunek na zbliżony do północno-wschodniego. Droga kończy swój bieg w rejonie skrzyżowania z ulicą Jarzębinową, przed linią kolejową nr 142.
Na całej swojej trasie ulica B. Prusa z lewej strony krzyżuje się kolejno z ulicami: gen. Z. Waltera-Jankego, Leśną, Jaśminową, Wesołą, Liliową, Legnicką, Pszenną, Glebową i Jarzębinową, natomiast po prawej stronie z ulicami: gen. Z. Waltera-Jankego, Leśną, Lawendową, Rumiankową i Macierzanki.

## Charakterystyka

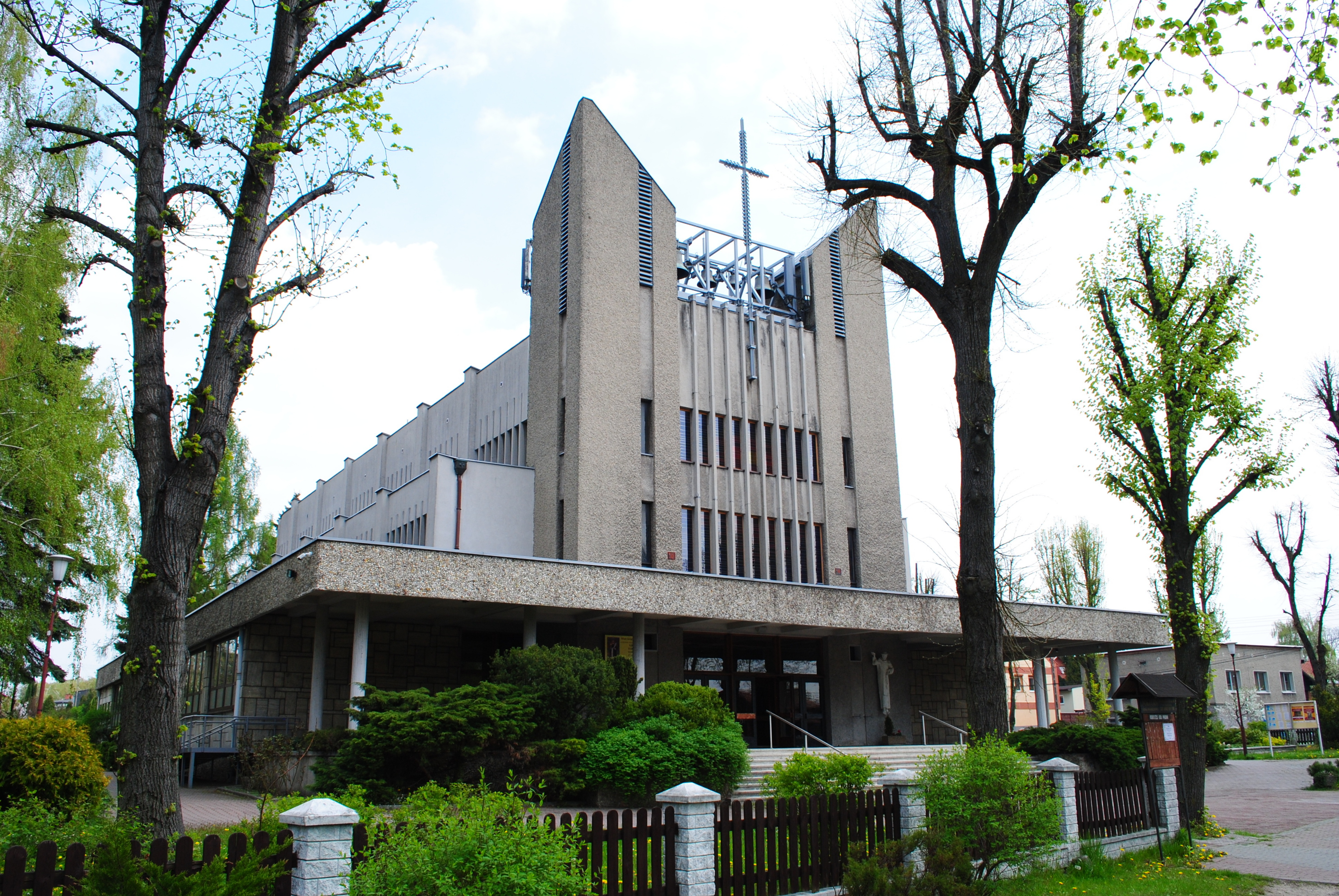
Kościół parafialny parafii św. Jacka

Ulica B. Prusa to droga gminna nr 100467S o klasie drogi lokalnej (L). Jej długość wynosi 1 421 m, a szerokość jezdni o nawierzchni bitumicznej 6,1 m. W systemie TERYT ulica widnieje pod numerem 17577. Kod pocztowy dla adresów przy ulicy B. Prusa 1–53 po obydwu stronach to 40-619, dla numerów 58-84 po stronie parzystej i 55–73 po stronie nieparzystej to 40-620, a dla numerów 75 do końca po stronie nieparzystej i od 86 do końca po stronie parzystej to 40-631. Jest ona w administracji Miejskiego Zarządu Ulic i Mostów w Katowicach.
Na skrzyżowaniu ulicy B. Prusa z ulicą Z. Waltera-Jankego znajduje się czterowlotowa sygnalizacja świetlna akomodacyjna.
Wzdłuż ulicy B. Prusa nie znajdują się żadne przystanki autobusowe – pojazdy publicznego transportu zbiorowego organizowane na zlecenie ZTM-u kursują wzdłuż przecinającej ulicę B. Prusa ulicy gen. Z. Waltera-Jankego. Najbliższe przystanki to Ochojec Sadowa i Ochojec Ziołowa.
Wzdłuż ulicy B. Prusa na odcinku od ulicy gen. Z. Waltera-Jankego do ulicy Rumiankowej przebiega czarny szlak turystyczny – Szlak Ochojski, natomiast na dłuższym odcinku ulicy, tj. do ulicy Macierzanki przebiega czarny szlak rowerowy nr 101 Katowice – Lędziny.
Wzdłuż ulic gen. Z. Waltera-Jankego i B. Prusa skoncentrowana jest starsza zabudowa Ochojca, pochodząca głównie z I ćwierćwiecza XX wieku, natomiast przy ulicach odchodzących z ulicy B. Prusa dominuje zabudowa z okresu międzywojennego i nowsza w formie niskich domów w zieleni. Lokalną dominantą architektoniczną jest kościół św. Jacka. Od wschodu obszar ulicy B. Prusa przechodzi w tereny leśne Lasów Murckowskich.

## Historia

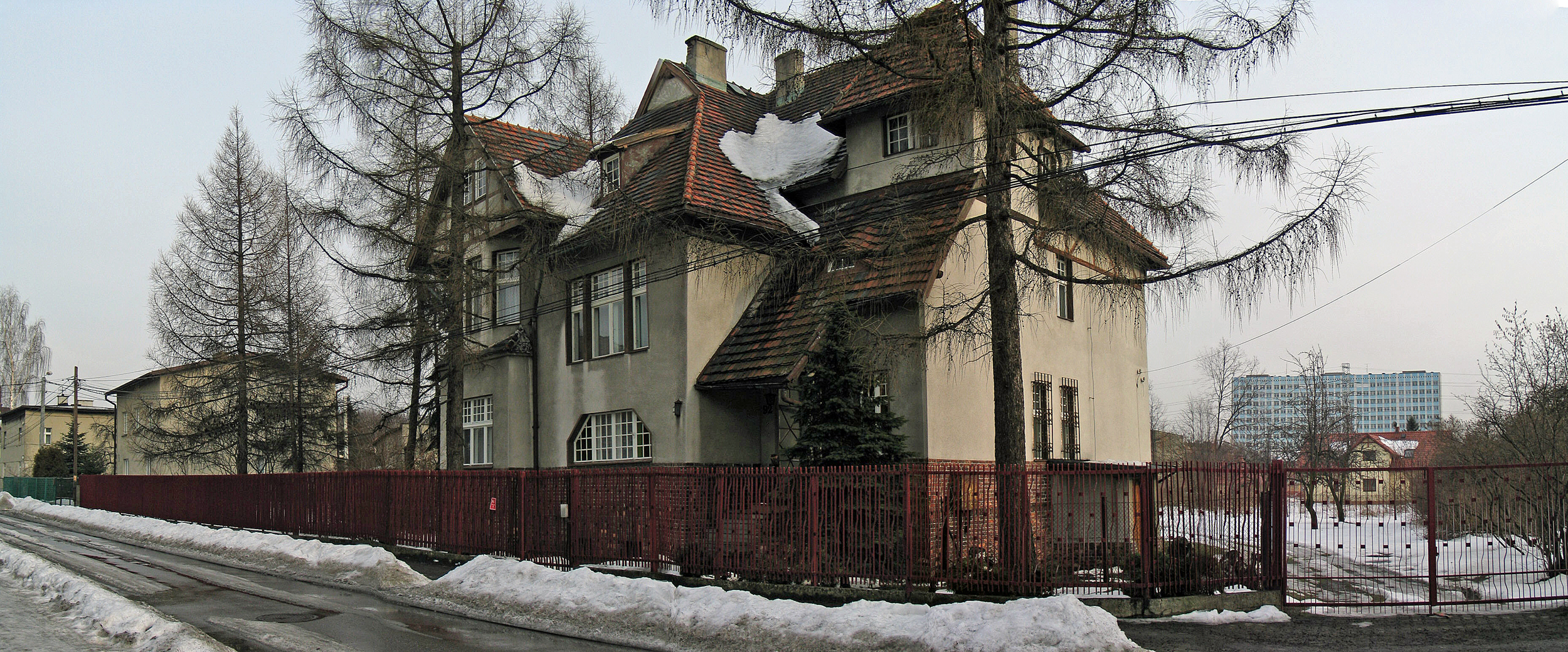
Willa z lat 30.–40. XX wieku, położona przy ulicy B. Prusa 92

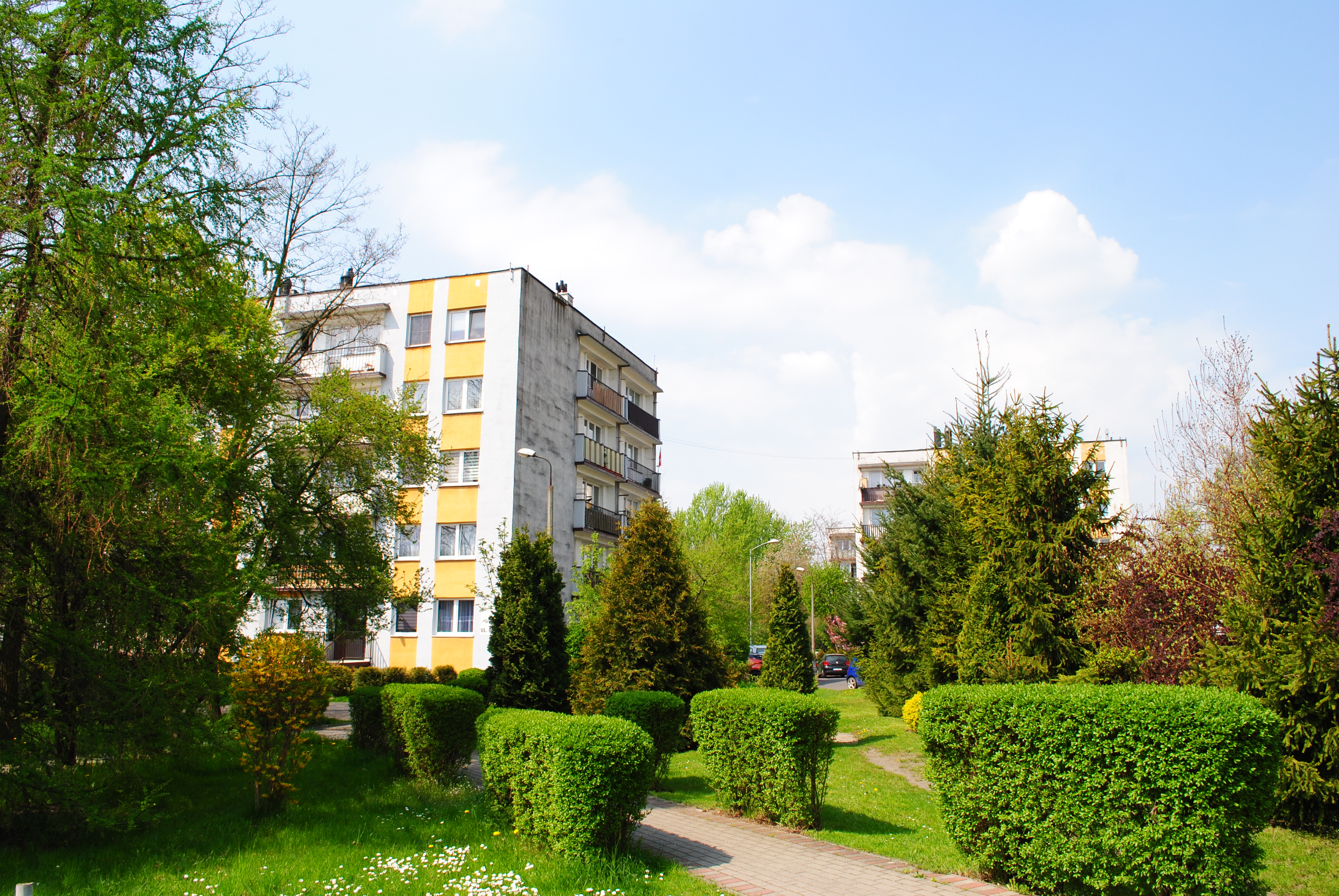
Fragment osiedla L. Szenwalda (2022)

Ulica B. Prusa została wytyczona na terenie Ochojca, którego początki jako osady sięgają XVIII wieku, kiedy to na terenie zlikwidowanego w tym czasie folwarku osadzono tam trzech siodłaków. Sama zaś ulica to dawna droga łącząca centrum Ochojca w rejonie dawnego folwarku w zakolu ulicy B. Prusa z Zadolem w kierunku zachodnim i z traktem mysłowickim w kierunku wschodnim.
Na mapie wydanej w 1883 roku zaznaczona została droga biegnąca w śladzie późniejszej ulicy B. Prusa z zabudową koncentrującą się na odcinku pomiędzy późniejszymi ulicami gen. Z. Waltera-Jankego a H. Kołłątaja. Na mapie z 1914 roku zaznaczono dodatkowo budynki w rejonie skrzyżowania późniejszych ulic gen. Z. Waltera-Jankego i B. Prusa.
W latach 1922–1939 zachodni odcinek ulicy B. Prusa nosił nazwę ulicy Wolności, natomiast wschodni ulicy Zielonej. W 1924 roku pomiędzy ulicami B. Prusa a Fabryczną rozpoczęła działalność Fabryka Kotłów Parowych (późniejsze Zakłady Budowy Urządzeń Kotłowych). W 1938 roku w rejonie późniejszych ulic B. Prusa i Leśnej rozpoczęto budowę kościoła pw. św. Jacka, który w 1940 roku został kościołem parafialnym.
W okresie niemieckiej okupacji lat 1939–1945 droga nosiła nazwę Kirchstrasse, a nazwę ulica Wolności dla całej ulicy przywrócono w 1945 roku.
W 1951 roku tereny gminy Piotrowice, a wraz z tym Ochojca zostały włączone do Katowic, nazwę ulicy przemianowano w tym samym roku na ulicę Lucjana Szenwalda. Droga ta na mapie topograficznej z lat 1958–1961 miała przebieg zbliżony do współczesnego z tą różnicą, że pomiędzy ulicami Leśną i Wesołą biegła ona większym łukiem, krzyżując się bezpośrednio z ulicą H. Kołłątaja. Była wówczas zabudowana z obydwu stron na całej swojej długości. W latach 70. XX wieku, w pobliżu Ślepotki zostało wzniesione osiedle im. L. Szenwalda, natomiast w latach 1972–1975 rozbudowany został ochojecki kościół.
W 2005 roku na skrzyżowaniu ulic L. Szenwalda i gen. Z. Waltera-Jankego zainstalowano sygnalizację świetlną. Została ona w 2009 roku zmodernizowana. W związku z uchwaleniem ustawy dekomunizacyjnej, 23 listopada 2017 roku ulicę Lucjana Szenwalda przemianowano na ulicę Bolesława Prusa.

## Obiekty zabytkowe i historyczne

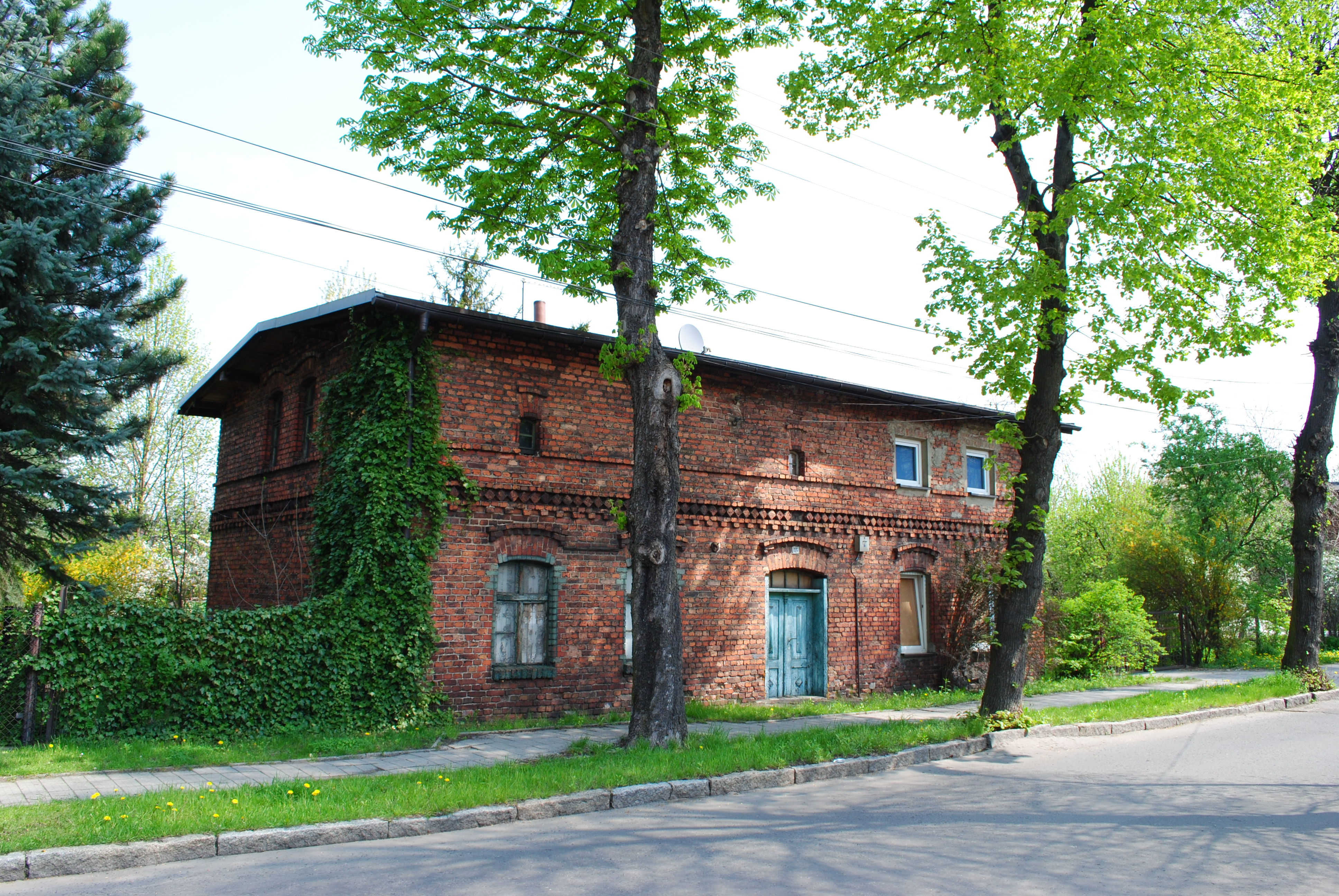
Dom mieszkalny (ul. B. Prusa 45)

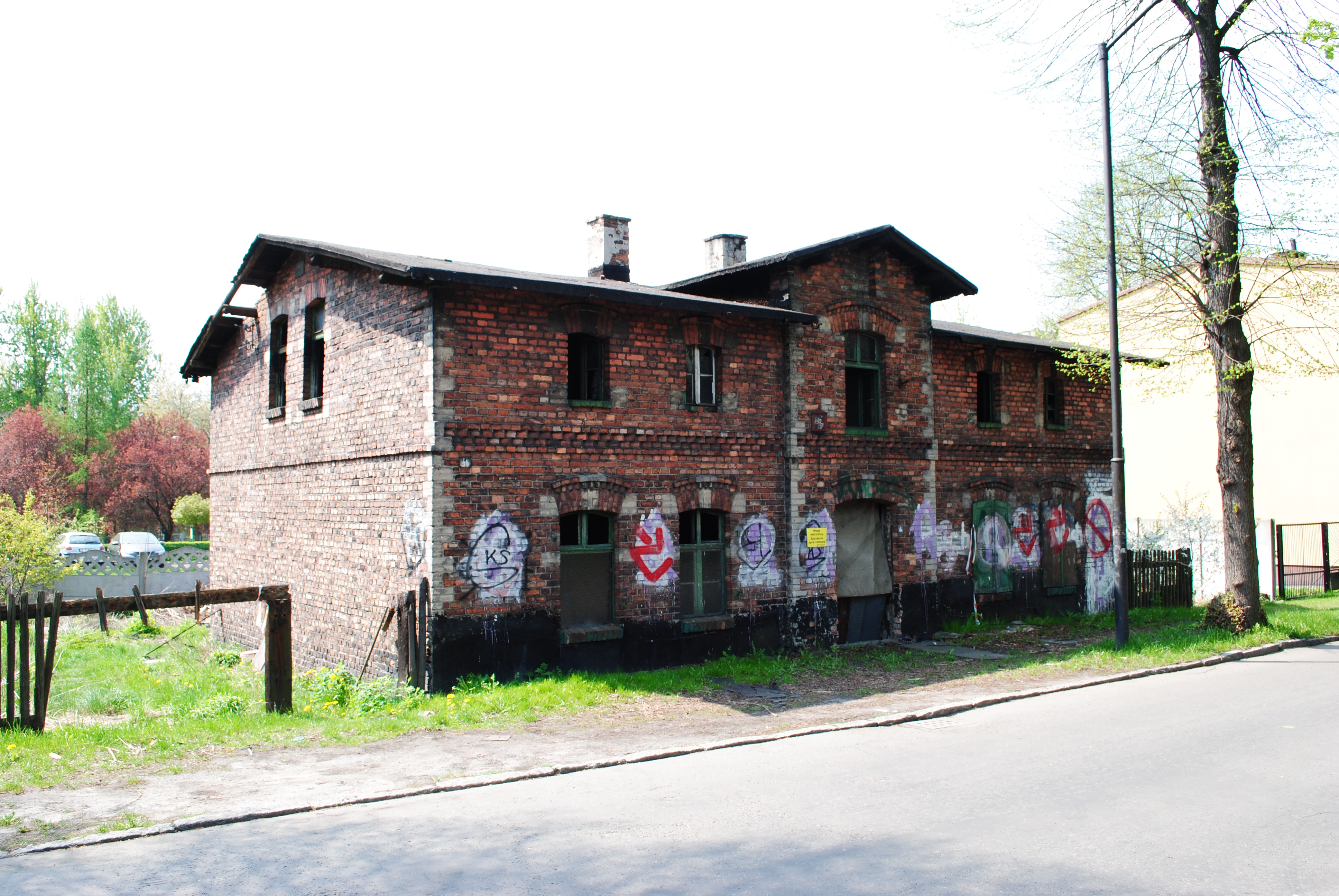
Dom mieszkalny (ul. B. Prusa 46)

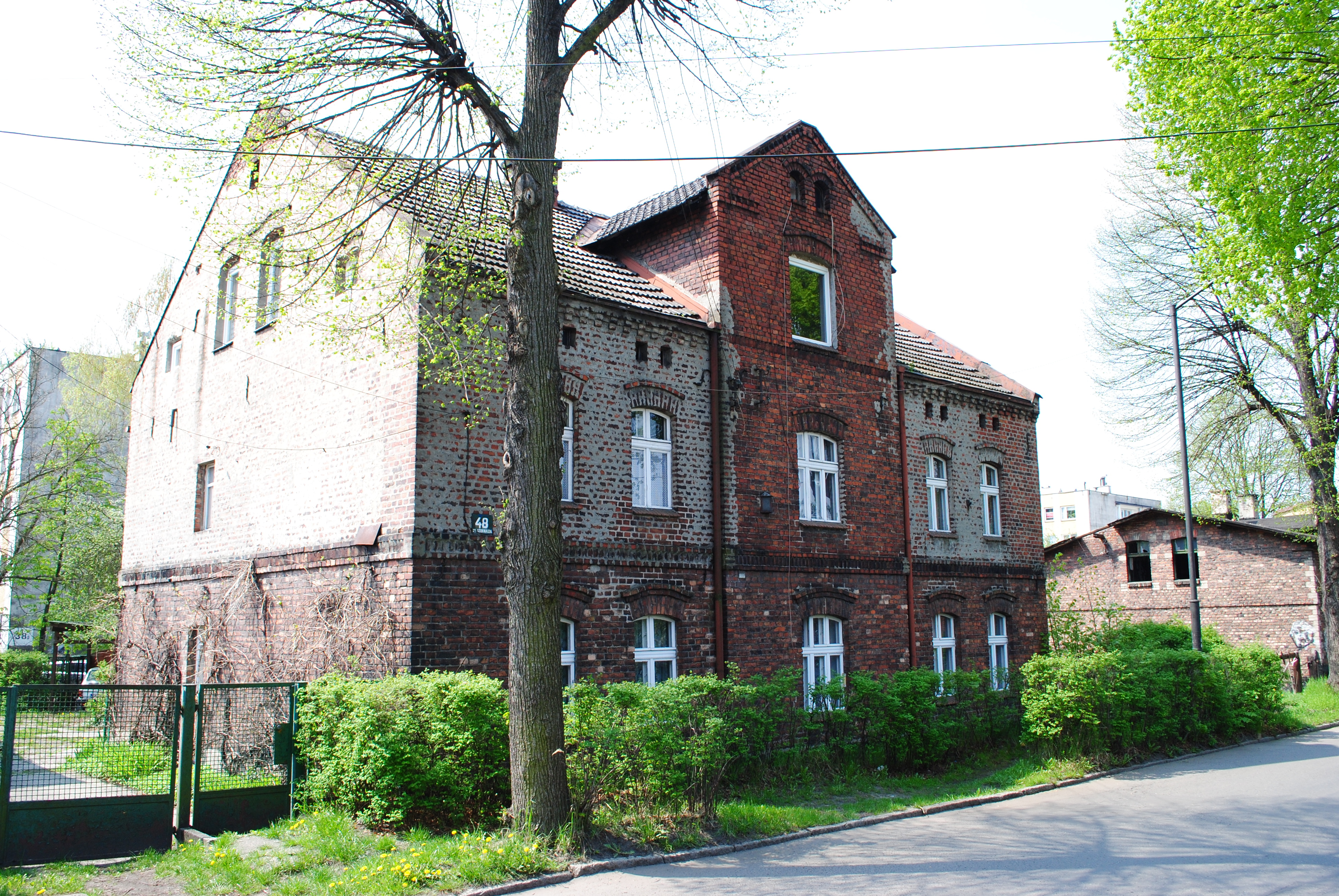
Dom mieszkalny (ul. B. Prusa 48)

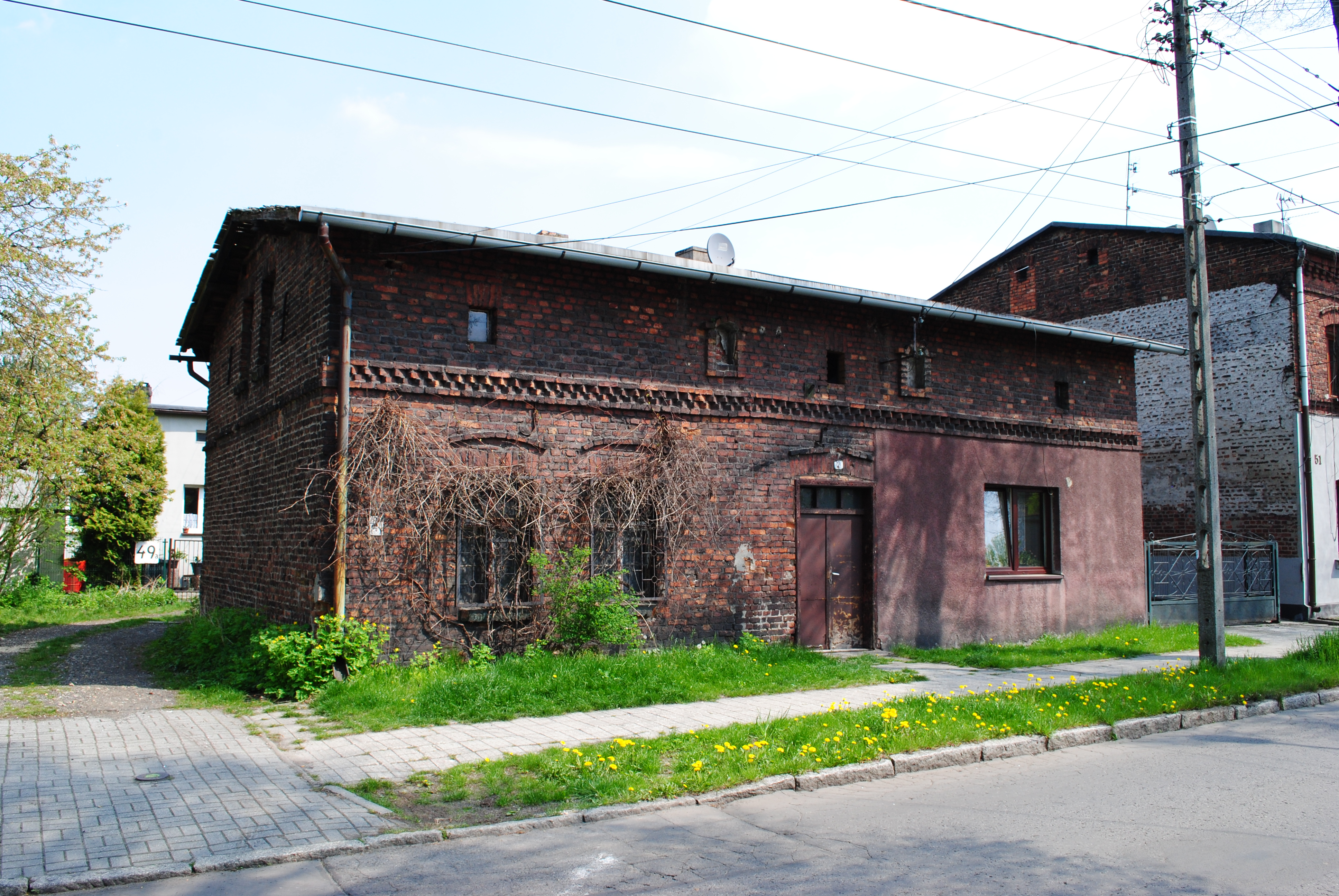
Dom mieszkalny (ul. B. Prusa 49)

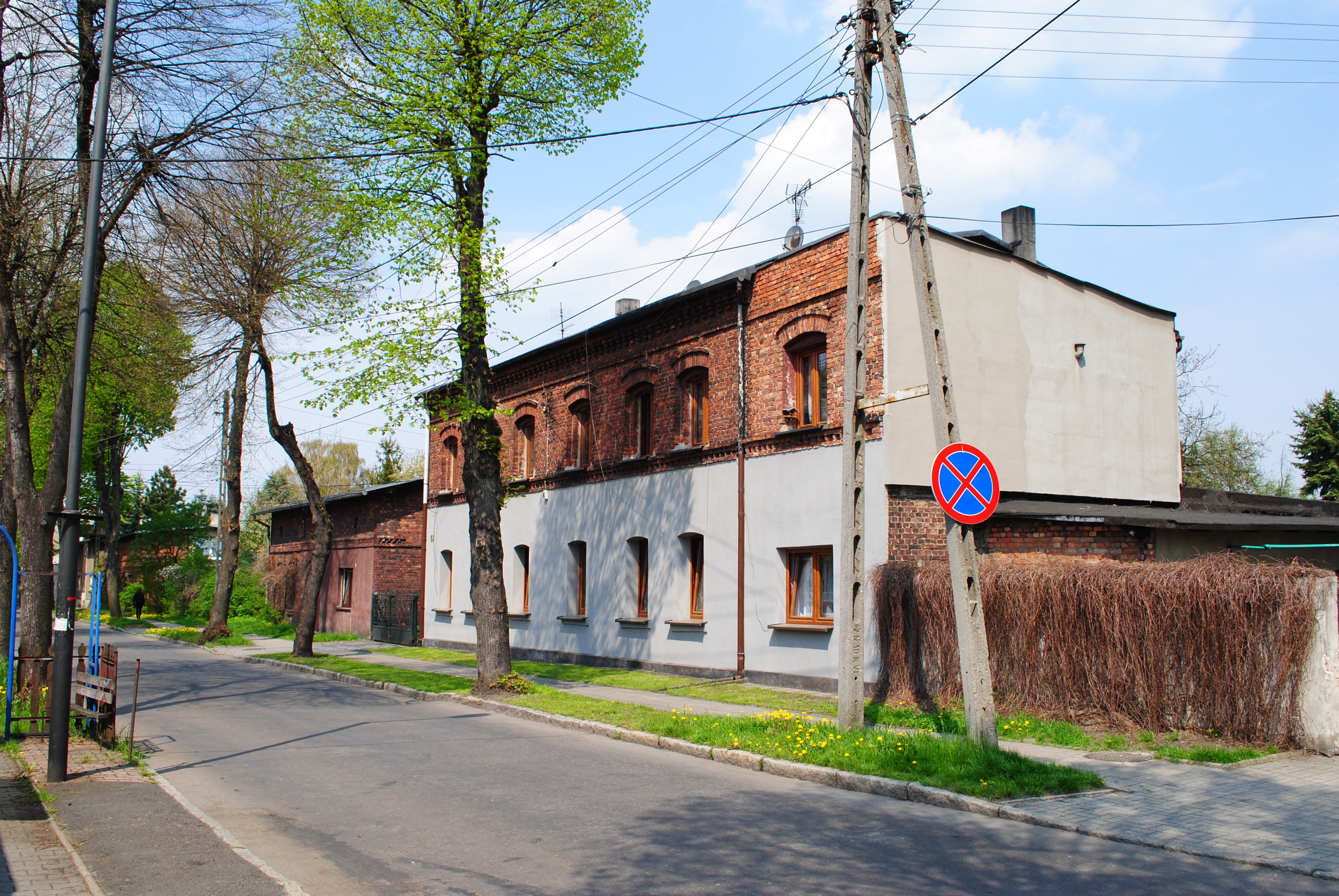
Familok (ul. B. Prusa 51)

- Kościół św. Jacka (róg ul. B. Prusa i ul. Leśnej) – przebudowany w latach 70. XX wieku[25]; jest to obiekt o konstrukcji żelbetowej, tynkowany, trójnawowy, z obejściem; fasada znajduje się od strony południowej i posiada dwie wieże, pomiędzy którymi znajduje się metalowa konstrukcja z zawieszonymi dzwonami zwieńczona krzyżem; elewacje nawy głównej, naw bocznych oraz fasady zrytmizowane są wertykalnie za pomocą czworokątnych filarów i wysmukłych prostokątnych, głęboko osadzonych okiem[26],
- Dom mieszkalny (ul. B. Prusa 43) – z przełomu XIX i XX wieku, w stylu historyzmu ceglanego; jest to obiekt wolnostojący, murowany z cegły, wtórnie tynkowany, jednokondygnacyjny z poddaszem i podpiwniczeniem; wieńczony jest dachem dwuspadowym z wydatnym okapem i facjatką[27],
- Dom mieszkalny (ul. B. Prusa 44) – z lat 30. XX wieku, w stylu historyzmu ceglanego; jest to obiekt murowany z cegły, dwukondygnacyjny z podpiwniczeniem, zwieńczony dachem dwuspadowym[27]; wtórnie przebudowany,
- Dom mieszkalny (ul. B. Prusa 45) – z początków XX wieku, w stylu historyzmu ceglanego; jest to obiekt murowany z cegły, nietynkowany, jednokondygnacyjny z poddaszem; zwieńczony jest dachem dwuspadowym krytym papą; posiada takie detale, jak łęki okienne czy ceglane gzymsy i nadproża; zachowała się na budynku oryginalna stolarka do sieni[28],
- Dom mieszkalny (ul. B. Prusa 46) – z początków XX wieku, w stylu historyzmu ceglanego; jest to obiekt murowany z cegły, nietynkowany, półtorakondygnacyjny; zwieńczony jest dachem dwuspadowym krytym papą; oś środkowa budynku została podkreślona pseudoryzalitem zwieńczonym facjatką, a innymi znaczącymi detalami są m.in. łęki okienne, gzymsy i nadproża[28],
- Dom mieszkalny (ul. B. Prusa 48) – z początków XX wieku, w stylu historyzmu ceglanego; jest to obiekt murowany z cegły, nietynkowany, dwukondygnacyjny z mieszkalnym poddaszem; zwieńczony dachem dwuspadowym krytym dachówką; oś środkową domu podkreślono pseudoryzalitem zwieńczonym facjatką; posiada takie detale architektoniczne, jak łęki okienne oraz ceglane nadproża i gzymsy[29],
- Dom mieszkalny (ul. B. Prusa 49) – z początków XX wieku, w stylu historyzmu ceglanego; jest to obiekt murowany z cegły, częściowo tynkowany na parterze, jednokondygnacyjny z poddaszem; zwieńczony jest dachem dwuspadowym krytym papą; znaczącymi detalami domu są ceglane gzymsy i nadproża okienne[29],
- Familok (ul. B. Prusa 51) – z przełomu XIX i XX wieku, w stylu historyzmu ceglanego; jest to obiekt murowany z cegły, z tynkowanym parterem, dwukondygnacyjny, zwieńczony dachem dwuspadowym krytym papą; posiada takie detale architektoniczne, jak łęki okienne oraz ceglane nadproża i gzymsy[30],
- Kamienica (ul. B. Prusa 54) – z lat 30. XX wieku, w stylu funkcjonalizmu; jest to wolnostojący obiekt murowany z cegły, tynkowany, trójkondygnacyjny i z podpiwniczeniem; zwieńczony jest stropodachem krytym papą; dom ma rozczłonkowaną bryłę, z czego na elewacji zachodniej znajduje się parterowy ryzalit z zaokrąglonymi narożnikami z tarasem na drugiej kondygnacji; na północnej elewacji znajdują się okrągłe okienka, a wokół okien budynku tynkowe rowkowane opaski[30],
- Kamienica (ul. B. Prusa 60) – w stylu historyzmu; jest to wolnostojący obiekt murowany z cegły, nietynkowany i trójkondygnacyjny; zwieńczony jest dachem jednospadowym krytym papą; fasada kamienicy ma liczne detale, jak łęki odcinkowe, ceglane gzymsy czy podziały ramowe elewacji w formie dekoracji z białej glazurowanej cegły, a oś środkowa podkreślona została pseudoryzalitem[31],
- Kamienica (ul. B. Prusa 61) – z lat 30. XX wieku, w stylu funkcjonalizmu; jest to obiekt murowany z cegły, tynkowany, trójkondygnacyjny z podpiwniczeniem; zwieńczony jest dachem jednospadowym krytym papą; otwory okienne na fasadzie zostały ujęte w horyzontalne płyciny, a między oknami znajdują się poziome rowkowania w barwionym na czerwono tynku[31],
- Kamienica (ul. B. Prusa 72) – z lat 30. XX wieku w stylu funkcjonalizmu z elementami historyzmu[31]; jest to obiekt murowany z cegły, nietynkowany, trójkondygnacyjny z podpiwniczeniem i strychem; zwieńczony jest jednospadowym dachem krytym papą; na elewacji znajdują się ceglane gzymsy i nadproża okienne, a oś środkowa zwieńczona jest schodkowym szczytem z okienkiem termalnym szczytu[32],
- Dom mieszkalny (ul. B. Prusa 73) – z początków XX wieku; jest to obiekt murowany z cegły, nietynkowany jednokondygnacyjny z poddaszem; zwieńczony dachem dwuspadowym naczółkowym; dom posiada łęki okienne, ceglane gzymsy i nadproża[33],
- Dom mieszkalny (ul. B. Prusa 77) – z początków XX wieku; jest to obiekt murowany z cegły[33]; wtórnie przebudowany,
- Willa (ul. B. Prusa 84) – z lat 30. XX wieku, w stylu modernizmu z elementami historyzmu; jest to obiekt murowany z cegły, nietynkowany, jednokondygnacyjny z poddaszem, zwieńczony dachem dwuspadowym naczółkowym z facjatką; w osi środkowej budynku znajduje się pięcioboczny parterowy ryzalit z balkonem na wyższej kondygnacji[34],
- Willa w ogrodzie (ul. B. Prusa 92) – z lat 30.–40. XX wieku[25]; w stylu modernizmu z elementami historyzmu; jest to obiekt murowany z cegły, tynkowany, z ceglanym cokołem na parterze, dwu- i trójkondygnacyjny z poddaszem; zwieńczony jest dachem jedno-, dwu- i czterokondygnacyjnym krytym dachówką[34],
- Kamienica (ul. B. Prusa 93) – z lat 30. XX wieku, w stylu funkcjonalizmu z elementami historyzmu; jest to wolnostojący obiekt murowany z cegły, nietynkowany, trójkondygnacyjny z podpiwniczeniem i strychem; zwieńczony został dachem dwuspadowym krytym papą; posiada ceglane gzymsy i nadproża okienne, a oś środkową fasady kamienicy podkreślono pseudoryzalitem[35],
- Dom mieszkalny (ul. B. Prusa 106; róg z ul. Rumiankową) – z lat 30. XX wieku; jest to obiekt murowany z cegły, dwukondygnacyjny ze strychem, zwieńczony dachem dwuspadowym[35]; wtórnie przebudowany,
- Kamienica (ul. B. Prusa 109) – z lat 30. XX wieku, w stylu funkcjonalizmu z elementami modernizmu; jest to obiekt murowany z cegły, nietynkowany, trójkondygnacyjny, zwieńczony dachem dwuspadowym krytym papą; posiada ceglane gzymsy i nadproża okienne zwieńczone płycinową attyką[36].

## Gospodarka i instytucje
Swoją siedzibę przy ulicy B. Prusa pod koniec listopada 2023 roku miało 71 aktywnych działalności gospodarczych zarejestrowanych w systemie REGON, w tym m.in.: hurtowania materiałów budowlanych, gabinety medyczne, warsztaty samochodowe, sklepy wielobranżowe, przedsiębiorstwo budowlane, zakład fryzjerski, agencja reklamowa, przedsiębiorstwa wielobranżowe, Klub Sportowy Bumeikan (ul. B. Prusa 38c/24), Fundacja Ogrody Przyszłości (ul. B. Prusa 54/3), kancelaria radcy prawnego i inne. Działał tu wówczas także Urząd Pocztowy 26 Poczty Polskiej (ul. B. Prusa 42), a także swoją siedzibę miało Leśnictwo Ochojec Nadleśnictwa Katowice (ul. B. Prusa 125).
Wierni rzymskokatoliccy mieszkający przy ulicy B. Prusa przynależą do parafii św. Jacka.